# Догадин, Дмитрий Валерьевич
Дмитрий Валерьевич Догадин (род. 10 октября 1981, Горький, СССР) — российский профессиональный баскетболист, выступал на позиции центрового.

## Карьера
Воспитанник нижегородского баскетбола. Первый тренер — Брыкалов Павел Валентинович. В сезоне 2009/2010 выступал за «Нижний Новгород», с которым выиграл чемпионат Суперлиги Б.

## Достижения
- Победитель Суперлиги Б: 2009/2010